# Царевець (Врачанська область)
Ца́ревець (болг. Царевец) — село у Врачанській області Болгарії. Входить до складу общини Мездра.

## Населення
За даними перепису населення 2011 року у селі проживали 382 особи, з них 374 особи (99,2%) — болгари.
Розподіл населення за віком у 2011 році:
Динаміка населення: